# 월인천강지곡
《월인천강지곡》(月印千江之曲)은 조선 세종이 직접 한글로 지은 찬불가를 모아 편찬한 책이다. 상·중·하 모두 3권이나 현재 상권 한권만이 존재하며 나머지는 중, 하권의 내용은 《월인석보》를 통해서 알 수 있다. 3권에 수록된 찬불가는 모두 500여 수로 추정된다. 1447년(세종 29년)에 세종은 수양대군이 한글로 편역하여 올린 《석보상절》을 보고, 한글로 가사를 지었다. 1963년 9월 2일 대한민국의 보물 제398호로 지정되었다가, 2017년 1월 2일 대한민국의 국보 제320호로 승격 지정되었다.

## 개요
조선 세종 28년(1446) 소헌왕후 심씨가 죽자 세종은 그의 명복을 빌기 위해 아들인 수양대군(후의 세조)에게 명하여 『석보상절』을 편찬하도록 했다. 수양대군은 여러 불교서적을 참고하여 석가모니의 일대기와 설법을 모아 김수온 등의 도움을 받아서 한글로 번역한후 『석보상절』을 편찬하였다. 세종 29년(1447) 세종은 수양대군이 올린 『석보상절』을 읽고 각각 2구절에 따라 찬불가를 지었는데 이것이 곧 『월인천강지곡』이다.
월인천강지곡 권상(月印千江之曲 卷上) 체재의 특색을 항목별로 살펴보면, 첫째, 한글은 큰 활자를 쓰고 이에 해당되는 한자는 작은 활자를 썼다. 둘째, 한글의 자체는 『용비어천가』와 같으나 원점을 쓰지 않았다. 셋째, 『훈민언해』등에서 많이 볼 수 있는 받침 없는 한자음에 ‘ㅇ’의 종성을 붙이지 않았다.
최초의 한글활자본이라는 점에서 가치가 높은 유물로, 조선 전기의 언어와 어법을 연구하는데 많은 도움을 주는 책이다.

## 국보 승격사유
1963년 9월 2일 대한민국의 보물 제398호로 지정되었다가, 2017년 1월 2일 대한민국의 국보 제320호로 승격 지정되었다.
『월인천강지곡(月印千江之曲)』은 한글을 창제한 세종이 그의 아내인 소헌왕후의 공덕을 빌기 위하여 직접 지은 찬불가이다. 훈민정음 창제이후 가장 빠른 시기에 짓고 활자로 간행한 점에서 한글 창제 후 초기의 국어학 연구와 출판인쇄사를 연구하는 데 매우 중요한 문헌이다. 비록 3분의 1 정도만 남은 영본(零本)이나 이 책이 갖는 국어학적, 내지 출판 인쇄사적 가치는 매우 높다는 점에서 국보로 승격할 가치가 있다.— 문화재청고시제2016-152호

## 갤러리

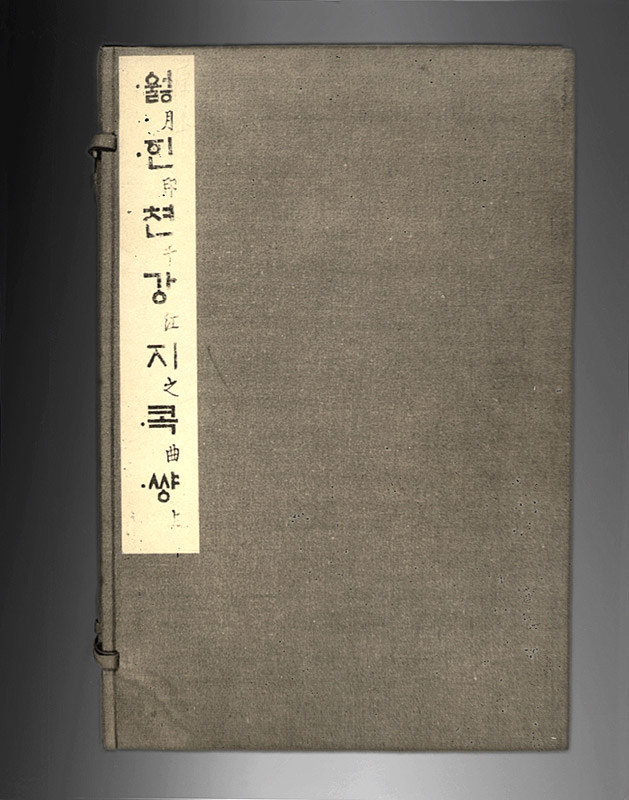
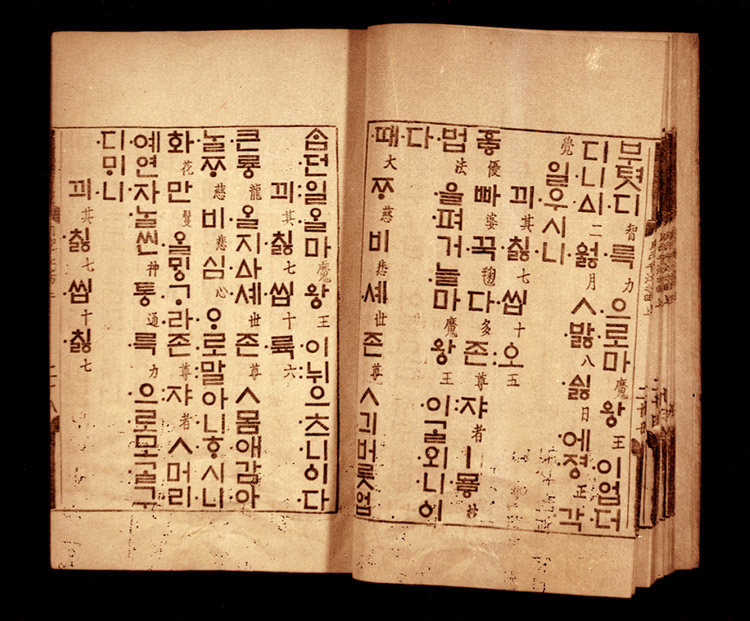
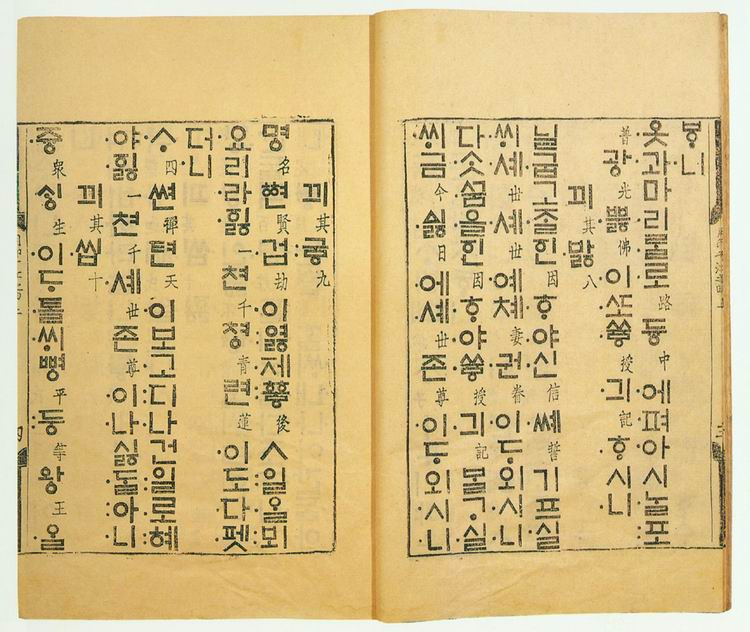
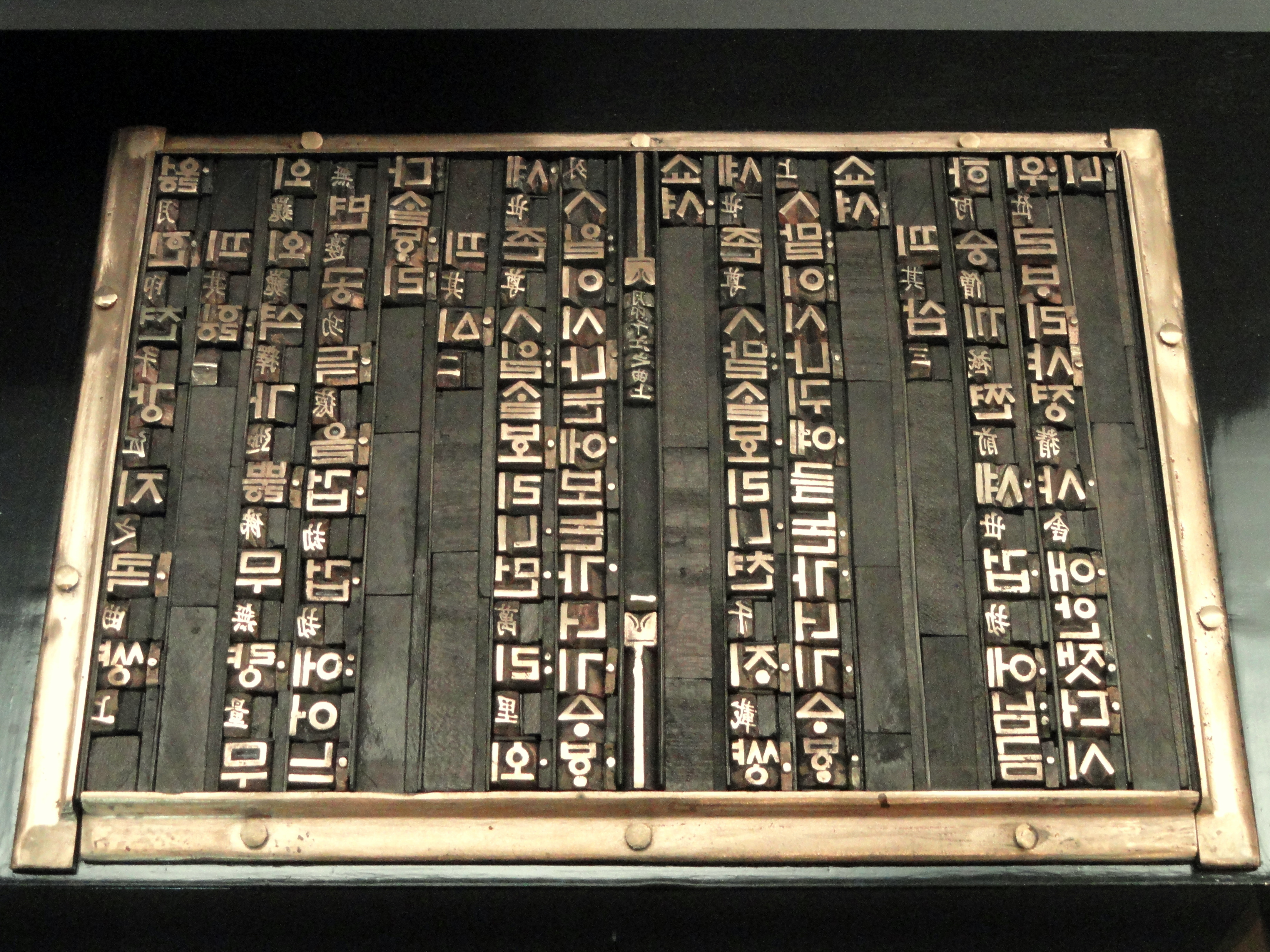

## 참고 자료
- 월인천강지곡 - 국가유산청 국가유산포털